# Kerstenhausen
Kerstenhausen ist ein Stadtteil von Borken im Schwalm-Eder-Kreis.
Am südlichen Ortsrand fließt die Schwalm vorbei, kurz bevor sie durch die Schwalmpforte in die Schwalmaue bei Borken durchbricht. Kerstenhausen wird durch die Bundesstraße 3 zerschnitten. Im Osten liegt die Anschlussstelle Borken zur Bundesautobahn 49.

## Geschichte

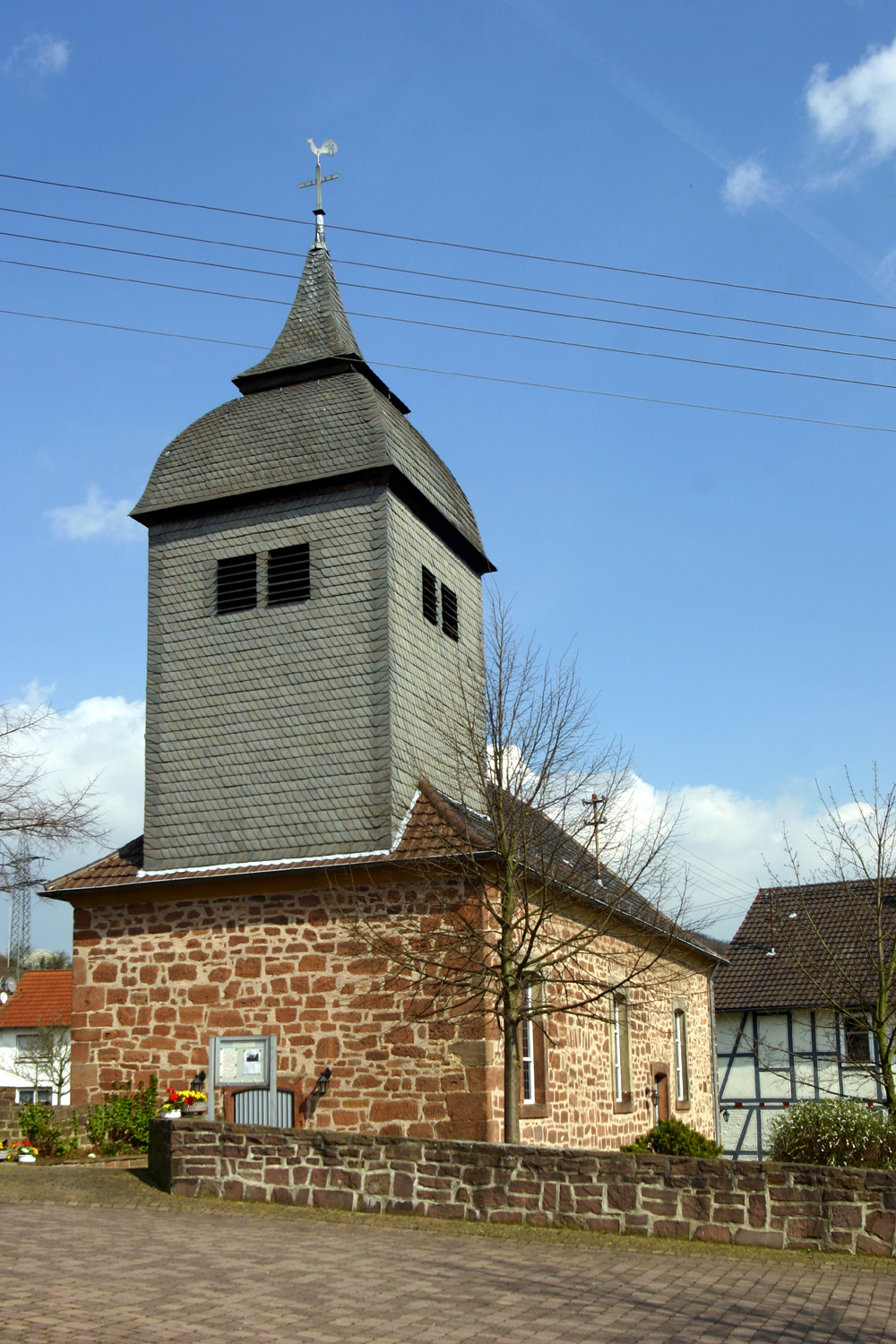
Evangelische Dorfkirche

Die älteste bekannte urkundliche Erwähnung des Orts stammt aus dem Jahre 1044 als Christinehysen in einer im Stift Gandersheim ausgestellten Urkunde, die sich heute im Staatsarchiv von Luzern befindet.
Im Jahr 1344 wird die zum benachbarten Dorf Kleinkerstenhausen gehörende Margarethenkirche erstmals urkundlich erwähnt. Kleinkerstenhausen lag an der heutigen Straße von Arnsbach nach Kerstenhausen. Es schrumpfte im Laufe der Jahrhunderte zu einem einzelnen Hof zusammen und wurde 1578 letztmals erwähnt; die Bewohner zogen nach (Groß-)Kerstenhausen. Die Margarethenkirche verfiel, und in der Folge wurde die Kirche in (Groß-)Kerstenhausen erweitert, um Platz für die angewachsene Gemeinde zu schaffen. Dokumentiert sind der Kirchenneubau im Jahr 1742 und ein Umbau des Kirchenraumes im Jahr 1864.

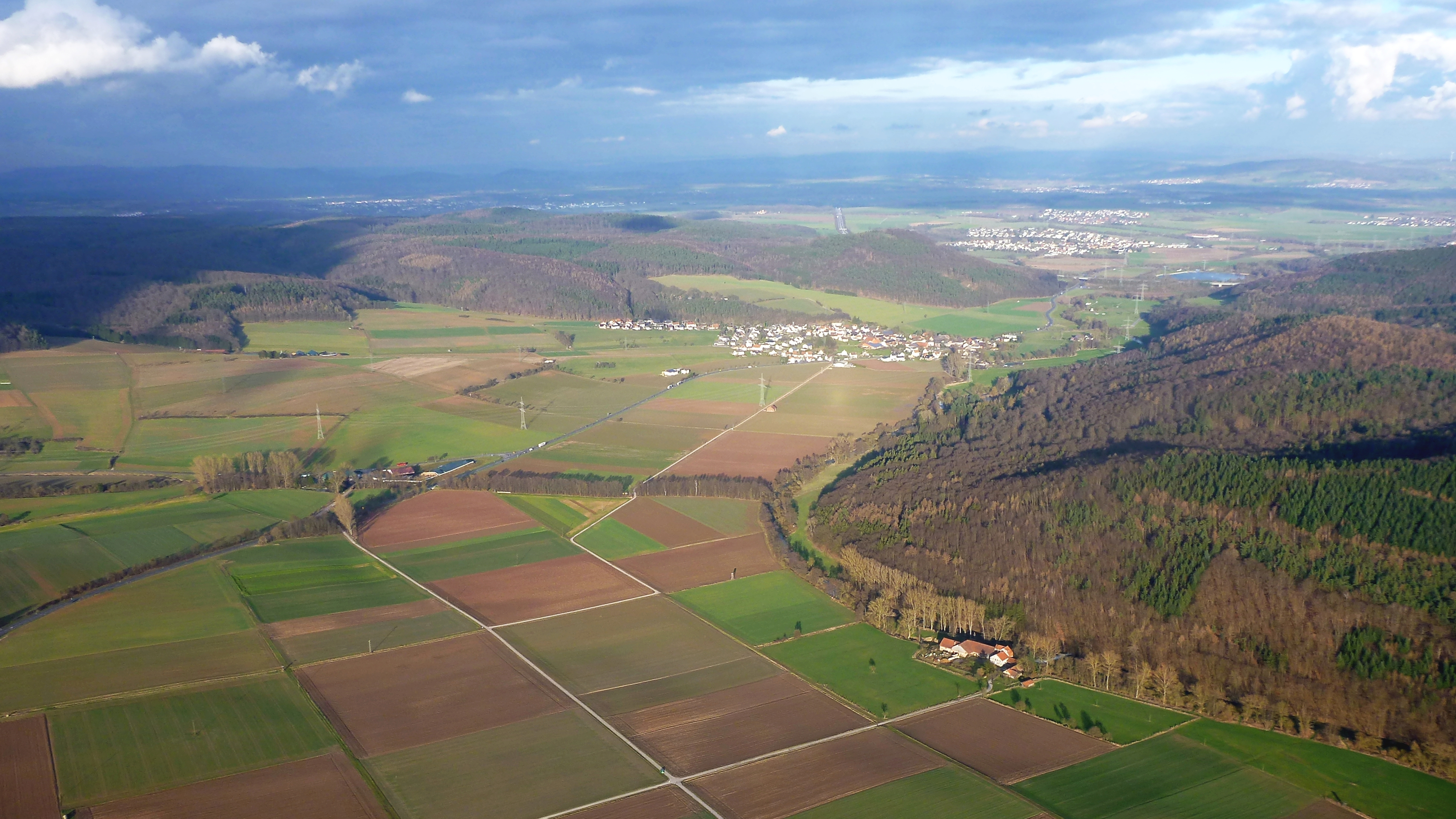
Kerstenhausen und die Schwalmpforte, Blick von Südwesten

Bis zur Eröffnung der Eisenbahnlinie Marburg-Kassel im Jahr 1850 befand sich in Kerstenhausen eine bedeutende Poststation, da der Ort an einer der ältesten deutschen Postrouten lag. Bereits im Mittelalter war die „Cassel-Frankfurter-Straße“ eine wichtige Nord-Süd-Verbindung. Die Straße von Fritzlar nach Kerstenhausen, heute Teilstück der Bundesstraße 3, wurde 1803–1804 gebaut; dabei wurden unterhalb der Hundsburg Hügelgräber und Graburnen gefunden. Von 1807 bis 1814 gehörte Kerstenhausen zum Königreich Westphalen, und das französische Gouvernement ordnete die Errichtung weiterer „Postrelais“ an der Strecke Kassel-Frankfurt an. Nach dem Wiener Kongress wurde der Posthof in Kerstenhausen von der Thurn-und-Taxis-Post übernommen. Mit der Aufnahme des Eisenbahnverkehrs auf der Main-Weser-Bahn verlor die Handels- und Postverbindung auf der Frankfurter Straße an Bedeutung.
Zum 31. Dezember 1971 wurde im Zuge der Gebietsreform in Hessen die bis dahin selbständige Gemeinde auf freiwilliger Basis in die Nachbargemeinde Kleinenglis eingegliedert. Diese wurde zum 1. Januar 1974 kraft Landesgesetz in die Stadt Borken eingegliedert. Für alle durch die Gebietsreform eingegliederten Stadtteile wurde Ortsbezirke mit Ortsbeirat und Ortsvorsteher eingerichtet.

## Bevölkerung
Einwohnerstruktur 2011
Nach den Erhebungen des Zensus 2011 lebten am Stichtag, dem 9. Mai 2011, in Kerstenhausen 519 Einwohner. Darunter waren 6 (1,2 %) Ausländer.
Nach dem Lebensalter waren 84 Einwohner unter 18 Jahren, 216 zwischen 18 und 49, 108 zwischen 50 und 64 und 108 Einwohner waren älter. Die Einwohner lebten in 237 Haushalten. Davon waren 63 Singlehaushalte, 78 Paare ohne Kinder und 72 Paare mit Kindern, sowie 21 Alleinerziehende und 6 Wohngemeinschaften. In 48 Haushalten lebten ausschließlich Senioren und in 156 Haushaltungen lebten keine Senioren.
Einwohnerentwicklung
| Quelle: Historisches Ortslexikon |                                          |
| • um 1570                        | 37 Hausgesesse                           |
| • 1575/85:                       | 37 Hausgesesse                           |
| • 1639:                          | 8 verheiratete, 4 verwitwete Hausgesesse |
| • 1724:                          | 77 Personen                              |
| • 1742:                          | 43 Häuser                                |
| • 1747:                          | 40 Hausgesesse                           |

| Kerstenhausen: Einwohnerzahlen von 1774 bis 2020 | Kerstenhausen: Einwohnerzahlen von 1774 bis 2020 | Kerstenhausen: Einwohnerzahlen von 1774 bis 2020 | Kerstenhausen: Einwohnerzahlen von 1774 bis 2020 | Kerstenhausen: Einwohnerzahlen von 1774 bis 2020 |
| --- | ------------------------------------------------ | ------------------------------------------------ | ------------------------------------------------ | ------------------------------------------------ |
| Jahr |                                                  |                                                  |                                                  | Einwohner                                        |
| 1774 | 1774                                             |                                                  | 322                                              | 322                                              |
| 1800 | 1800                                             |                                                  | ?                                                | ?                                                |
| 1834 | 1834                                             |                                                  | 468                                              | 468                                              |
| 1840 | 1840                                             |                                                  | 484                                              | 484                                              |
| 1846 | 1846                                             |                                                  | 495                                              | 495                                              |
| 1852 | 1852                                             |                                                  | 487                                              | 487                                              |
| 1858 | 1858                                             |                                                  | 451                                              | 451                                              |
| 1864 | 1864                                             |                                                  | 485                                              | 485                                              |
| 1871 | 1871                                             |                                                  | 401                                              | 401                                              |
| 1875 | 1875                                             |                                                  | 381                                              | 381                                              |
| 1885 | 1885                                             |                                                  | 408                                              | 408                                              |
| 1895 | 1895                                             |                                                  | 379                                              | 379                                              |
| 1905 | 1905                                             |                                                  | 399                                              | 399                                              |
| 1910 | 1910                                             |                                                  | 361                                              | 361                                              |
| 1925 | 1925                                             |                                                  | 394                                              | 394                                              |
| 1939 | 1939                                             |                                                  | 378                                              | 378                                              |
| 1946 | 1946                                             |                                                  | 590                                              | 590                                              |
| 1950 | 1950                                             |                                                  | 636                                              | 636                                              |
| 1956 | 1956                                             |                                                  | 562                                              | 562                                              |
| 1961 | 1961                                             |                                                  | 543                                              | 543                                              |
| 1967 | 1967                                             |                                                  | 573                                              | 573                                              |
| 1970 | 1970                                             |                                                  | 560                                              | 560                                              |
| 1980 | 1980                                             |                                                  | ?                                                | ?                                                |
| 1990 | 1990                                             |                                                  | ?                                                | ?                                                |
| 2000 | 2000                                             |                                                  | ?                                                | ?                                                |
| 2011 | 2011                                             |                                                  | 519                                              | 519                                              |
| 2020 | 2020                                             |                                                  | 470                                              | 470                                              |
| Datenquelle: Historisches Gemeindeverzeichnis für Hessen: Die Bevölkerung der Gemeinden 1834 bis 1967. Wiesbaden: Hessisches Statistisches Landesamt, 1968. Weitere Quellen: LAGIS; Stadt Borken (Hessen), Zensus 2011 |                                                  |                                                  |                                                  |                                                  |

Historische Religionszugehörigkeit
| Quelle: Historisches Ortslexikon |                                                                                            |
| • 1861:                          | alle Einwohner evangelisch-reformiert                                                      |
| • 1885:                          | 401 evangelische (= 98,28 %), ein katholischer (= 0,25 %), 6 jüdische (= 1,47 %) Einwohner |
| • 1961:                          | 494 evangelische (= 91,16 %), 7 katholische (= 7,37 %) Einwohner                           |

Historische Erwerbstätigkeit
| • 1961 | Erwerbspersonen: 84 Land- und Forstwirtschaft, 131 Produzierendes Gewerbe, 24 Handel und Verkehr, 17 Dienstleistungen und Sonstiges |

## Politik
Für Kerstenhausen besteht ein Ortsbezirk (Gebiete der ehemaligen Gemeinde Kerstenhausen) mit Ortsbeirat und Ortsvorsteher nach der Hessischen Gemeindeordnung. Der Ortsbeirat besteht aus neun Mitgliedern.
Bei den Kommunalwahlen in Hessen 2021 betrug die Wahlbeteiligung zum Ortsbeirat Kerstenhausen 69,07 %. Alle Kandidaten gehörten der „Gemeinschaftsliste Kerstenhausen“ an. Der Ortsbeirat wählte Hendrik Schmidt zum Ortsvorsteher.